# Сарсинская волость
Сарсинская волость — волость в Бирском уезде Уфимской губернии. Волостной центр — деревня Бияваш.
Ныне территория волости в составе Октябрьского городского округа в Пермском крае,
в Аскинском и Караидельском районах Республики Башкортостан Российской Федерации.

## География
Волость находилась в пределах Уфимского плоскогорья. В волости, по данным справочника 1906 года, протекают судоходная р. Уфа и небольшие речки Сарс, Кунгак, Бияваш (ныне Биявашка), Швея и Сухояз; имеются горы, степи и болота.

## Состав
По справочнику 1906 года волость состояла из 37 селений, на 1913 год — 36.
- Анастасьино (Пономаревка)[1] д. при реч. Бияваше, прос. дор., 2 бак. лав.
- Андреевка, д. на прос. дор., зем. шк., дегтярный зав.[2]
- Бияваш  — волостной центр
- Ваяшта (Воешта), выс. на прос. дор.[3]
- Верх-Бияваш
- Верхний Суян
- Ишимов, Ишимовка, выс., на реч. Сарс, вод. мел.[4]
- Казанский Ключ (Кардон)[5]
- Киселевка
- Ключик
- Кунгак
- Лидина
- Мокрое Поле
- Нижний Суян
- Низ-Бияваш
- Низ-Шулаковка
- Никиткин Ельник
- Новый Круш
- Озерко
- Осиповка
- Отсадина
- Палкина (хутор), кон. мел.
- Савар
- Сарс
- Сарс-Емельяновка
- Семеновка
- Сергеевка
- Сосновка
- Сухояз
- Тюгаш
- Чёкур
- Швея
- Шишма
- Шулаковка
- Шушпановка
- Янбай

## Население
На 1905 год жителей обоего пола 7839 душ.

## Инфраструктура
По справочнику 1906 года преобладающий род занятий населения — земледелие. Другой род занятий — рыболовство.